# STEP (стандарт)
STEP (англ. STandard for Exchange of Product model data — стандарт обмена моделью данных изделия) — совокупность стандартов ISO 10303 используемая в САПР. Позволяет описать весь жизненный цикл изделия, включая технологию изготовления и контроль качества продукции. Является основным конкурентом стандарта IGES. В последнее время вытесняет его благодаря более широким возможностям хранения информации.

## История
В конце 1970-х годов возникла идея о том, что необходима определённая стандартизация в области обмена данными, поскольку появилось много систем САПР, использующих разные принципы генерации моделей и обмена данными с другими системами. Все геометрические моделлеры были уникальными, построенными на разных принципах. Проблема обмена данными и сохранности этих данных стала очень острой. В этой связи в кругах специалистов и учёных, занимающихся в основном машинной графикой и геометрическим моделированием, возникла соответствующая инициатива, которая была поддержана фирмами США и Западной Европы, занятыми разработками сложной, в основном, военной техники. В Комитете ТC 184 ISO была создана рабочая группа для разработки стандарта, который в итоге получил название STEP.
Развитие стандарта дало толчок к появлению новых стандартов, таких как: Parametrics, Mandate, Parts Library.